# Kanton Saint-Lys
Saint-Lys is een voormalig kanton van het Franse departement Haute-Garonne. Het kanton maakte deel uit van het arrondissement Muret. Het werd opgeheven bij decreet van 13 februari 2014 met uitwerking op 22 maart 2015.

## Gemeenten
Het kanton Saint-Lys omvatte de volgende gemeenten:
- Bonrepos-sur-Aussonnelle
- Bragayrac
- Cambernard
- Empeaux
- Fonsorbes
- Fontenilles
- Lamasquère
- Saiguède
- Sainte-Foy-de-Peyrolières
- Saint-Lys (hoofdplaats)
- Saint-Thomas